# Parania prima
Parania prima är en stekelart som beskrevs av Ian D. Gauld 1980. Parania prima ingår i släktet Parania och familjen brokparasitsteklar. Inga underarter finns listade i Catalogue of Life.